# Saint-Jorioz
Cet article possède un paronyme, voir Saint-Jory.
Saint-Jorioz (le -z final ne se prononce pas) est une commune française située dans le département de la Haute-Savoie, en région Auvergne-Rhône-Alpes.

## Géographie

### Localisation
Saint-Jorioz est une commune de la rive ouest du lac d'Annecy, située à moins d'une dizaine de kilomètres de la ville d'Annecy, préfecture du département de la Haute-Savoie et à environ 35 kilomètres d'Albertville dans le département voisin de la Savoie. Elle englobe un vaste territoire de 23 km2 (lac inclus) délimitée naturellement à l'ouest par le massif du Semnoz (son altitude maximale : 1 660 m), à l'est par le lac d'Annecy sur la moitié sud de sa rive ouest (son altitude minimale : 446 m), et au sud par la montagne du Taillefer. Au nord, c'est la commune de Sevrier qui marque la limite, mais l'on peut considérer sur le plan géologique que le nord et l'est de Saint-Jorioz correspondent à la cluse d'Annecy et au-delà au Massif des Bornes.
Adhérente du parc naturel régional du massif des Bauges, la commune permet en outre un accès direct via le col de Leschaux, au massif subalpin des Bauges.
Saint-Jorioz est traversée par quatre cours d'eau parallèles d'orientation nord/nord-est (des crêtes vers le lac) que sont l'Aloua, le Laudon, le Nant du Villard et les Champs Fleuris, ce dernier marquant par ailleurs la limite communale avec Duingt.

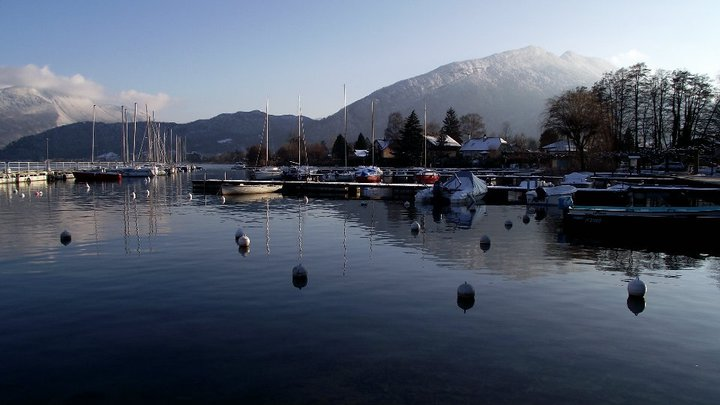
Port de Saint-Jorioz en hiver.

La commune connaît également sur son territoire des circulations souterraines, parmi lesquelles des aquifères karstiques, des circulations de pente, des nappes alluviales (nappes du Laudon, du Villard ou du lac par exemple) et des dépressions.
Administrativement enfin, la commune de Saint-Jorioz est située dans l'arrondissement d'Annecy et le canton de Seynod, celui-ci regroupant 12 communes.

### Communes limitrophes
Saint-Jorioz fait partie du Grand Annecy et ses communes limitrophes sont, du côté du lac, Sevrier, Duingt, puis de l'autre côté du massif du Semnoz, Quintal, Viuz-la-Chiésaz et Saint-Eustache.
| Quintal         | Sevrier        | Lac d'Annecy |
| Quintal         | Saint-Jorioz   | Duingt       |
| Viuz-la-Chiésaz | Saint-Eustache | Duingt       |

### Climat

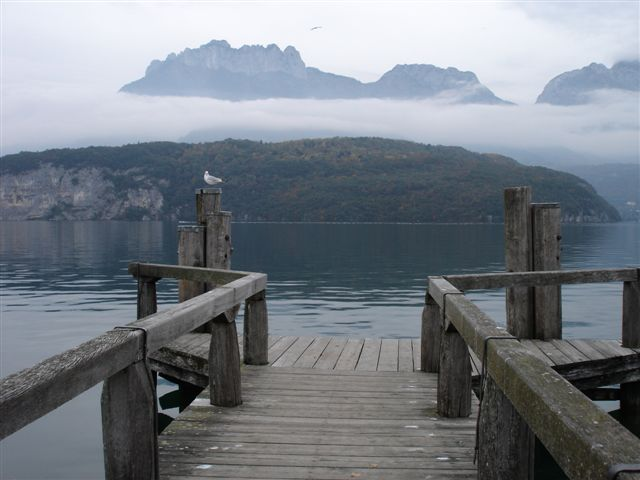
Vue sur le lac d'Annecy, avec présence de brume matinale retenue par les Dents de Lanfon.

Le climat à Saint-Jorioz, comme à Annecy est relativement doux, notamment en raison du lac, dont l'inertie thermique permet de réguler la température de l'air. Ainsi, pour Annecy, la température moyenne pour 2008 a été de 11,6 °C, la température minimale moyenne de 6,6 °C (min. : −1 °C en janvier) et maximale moyenne de 16,2 °C (max. : 27 °C en juillet et août).
Les précipitations annuelles moyennes s'établissent à Saint-Jorioz à environ 1 300 mm. En raison du relief notamment, la commune connait des précipitations orageuses plus importantes durant l'été que la moyenne des autres villes françaises, à savoir 32 jours d'orage contre 22 jours au niveau national.
Également, et en raison de la présence cumulée du lac et des montagnes, des brumes voire des brouillards, notamment matinaux peuvent se produire. Causés par l'évaporation du lac, celui-ci reste alors contre les reliefs et ne disparaît souvent que quelques heures après le lever du soleil.
Enfin niveau vent, comme le restant du département de la Haute-Savoie, la commune de Saint-Jorioz est très peu voire très rarement ventée. Ce constat ne vaut cependant que pour sa partie basse, le sommet du Semnoz étant au contraire réputé pour être relativement venté. Il est malgré tout à noter que les reliefs alentour ne protègent pas toujours la commune de très forts coups de vent, comme peuvent en témoigner les tempêtes du 6 novembre 1982 ou 16 décembre 1997.

### Voies de communication et transports

#### Voies routières
La commune ne possède qu'un seul axe routier majeur, à savoir la départementale RD 1508 (anciennement route nationale 508) reliant Annecy à Albertville via Faverges et Ugine et dénommée par ailleurs route d'Albertville lors de son passage du nord au sud dans le centre. Les autoroutes les plus proches sont pour leur part, au nord, l'autoroute A41, récupérable à la sortie Annecy-Sud, et au sud l'autoroute A430 à la sortie Albertville-Saint-Hélène. La première conduit vers Chambéry, Lyon, le tunnel du Mont-Blanc ou Genève, la seconde vers Chambéry puis Lyon ou le tunnel du Fréjus.
La commune est reliée au reste du département et aux villes du département voisin par un service de cars journaliers assurant la liaison Annecy-Albertville par la société Philibert Transport, membre du réseau Lihsa (lignes interurbaines de Haute-Savoie). Il s'agit des lignes 51 et 52 dont les autocars effectuent de façon quotidienne. Depuis 2019, une « ligne des plages » pendant l'été a été mise en place pour relier en bus les plages du lac d'Annecy au chef-lieu.
Depuis 2018, une station d'autopartage Citiz est mise en place dans la commune.

#### Transport ferroviaire
Les travaux de construction de la ligne d'Annecy à Albertville, et à cette occasion de la gare de Saint-Jorioz, prirent place de juillet 1897 à juin 1901. À partir de cette date, des convois de voyageurs et de marchandises se succédèrent dans la commune jusqu'au déclassement de la ligne le 13 février 1964. Aujourd'hui, les gares ferroviaires les plus proches sont celles d'Annecy et d'Albertville, à partir desquelles des liaisons grande vitesse pour Paris par TGV sont possibles.
La ligne, désormais déférée d'Annecy à Ugine, a été remplacée par la piste cyclable dite Voie Verte.

#### Transport aérien
En ce qui concerne le transport aérien, l'aéroport le plus proche est l'aéroport d'Annecy Haute-Savoie Mont-Blanc.
L'aéroport international de Genève est pour sa part situé à une cinquantaine de kilomètres et celui de Lyon-Saint-Exupéry à environ 150 kilomètres par l'autoroute A43.

#### Autres modes de transport
Saint-Jorioz est traversée par la piste cyclable ou Voie verte, dite du lac d'Annecy, piste cyclable gérée par le syndicat mixte du lac d'Annecy (SILA) et suivant l'ancien tracé de la voie de chemin de fer de la ligne d'Annecy à Albertville, aujourd'hui déférée, et longeant la RD 1508, d'Annecy à Albertville,. Elle mesure 30 km de long. Cette piste cyclable est considérée comme l'une des plus fréquentées de France. De plus, la commune compte également des bandes cyclables destinées à permettre le partage des routes entre cyclistes et automobilistes et ce en toute sécurité.
On peut aussi se rendre à Annecy par bateau depuis l'embarcadère de Saint-Jorioz, grâce à l'une des trois liaisons journalières proposées par la Compagnie des bateaux du lac d'Annecy.

## Urbanisme

### Typologie
Au 1er janvier 2024, Saint-Jorioz est catégorisée ceinture urbaine, selon la nouvelle grille communale de densité à sept niveaux définie par l'Insee en 2022.
Elle appartient à l'unité urbaine d'Annecy, une agglomération intra-départementale regroupant quatorze  communes, dont elle est une commune de la banlieue,,. Par ailleurs la commune fait partie de l'aire d'attraction d'Annecy, dont elle est une commune de la couronne,. Cette aire, qui regroupe 79 communes, est catégorisée dans les aires de 200 000 à moins de 700 000 habitants,.
La commune, bordée par un plan d’eau intérieur d’une superficie supérieure à 1 000 hectares, le lac d'Annecy, est également une commune littorale au sens de la loi du 3 janvier 1986, dite loi littoral. Des dispositions spécifiques d’urbanisme s’y appliquent dès lors afin de préserver les espaces naturels, les sites, les paysages et l’équilibre écologique du littoral, tel le principe d'inconstructibilité, en dehors des espaces urbanisés, sur la bande littorale des 100 mètres, ou plus si le plan local d’urbanisme le prévoit.

### Occupation des sols
L'occupation des sols de la commune, telle qu'elle ressort de la base de données européenne d’occupation biophysique des sols Corine Land Cover (CLC), est marquée par l'importance des forêts et milieux semi-naturels (49,3 % en 2018), une proportion sensiblement équivalente à celle de 1990 (49,5 %). La répartition détaillée en 2018 est la suivante : 
forêts (49,3 %), zones urbanisées (17 %), prairies (12,5 %), zones agricoles hétérogènes (12,1 %), eaux continentales (7,7 %), zones industrielles ou commerciales et réseaux de communication (1,4 %).
L'IGN met par ailleurs à disposition un outil en ligne permettant de comparer l’évolution dans le temps de l’occupation des sols de la commune (ou de territoires à des échelles différentes). Plusieurs époques sont accessibles sous forme de cartes ou photos aériennes : la carte de Cassini (XVIIIe siècle), la carte d'état-major (1820-1866) et la période actuelle (1950 à aujourd'hui).

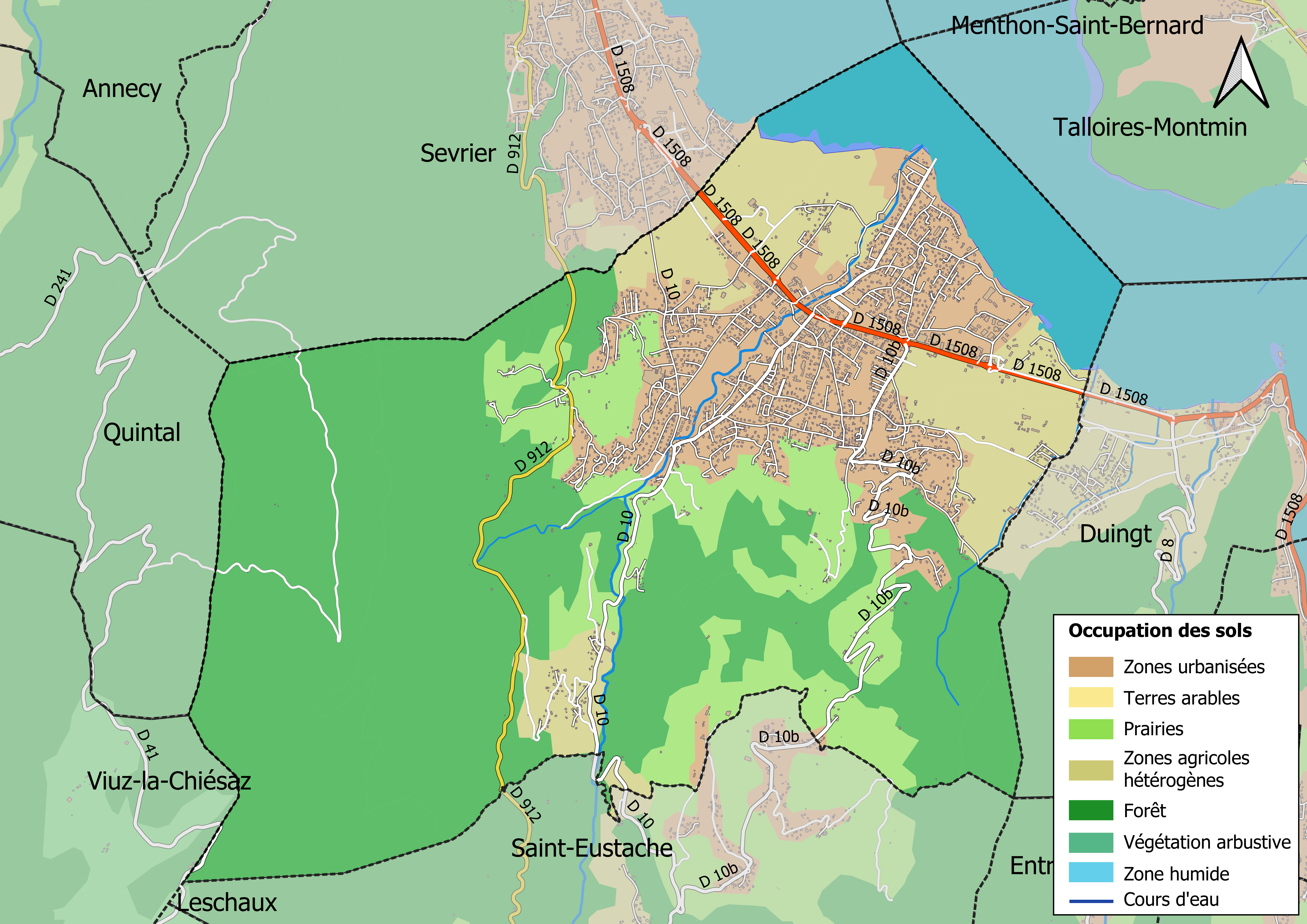
Carte des infrastructures et de l'occupation des sols en 2018 (CLC) de la commune.
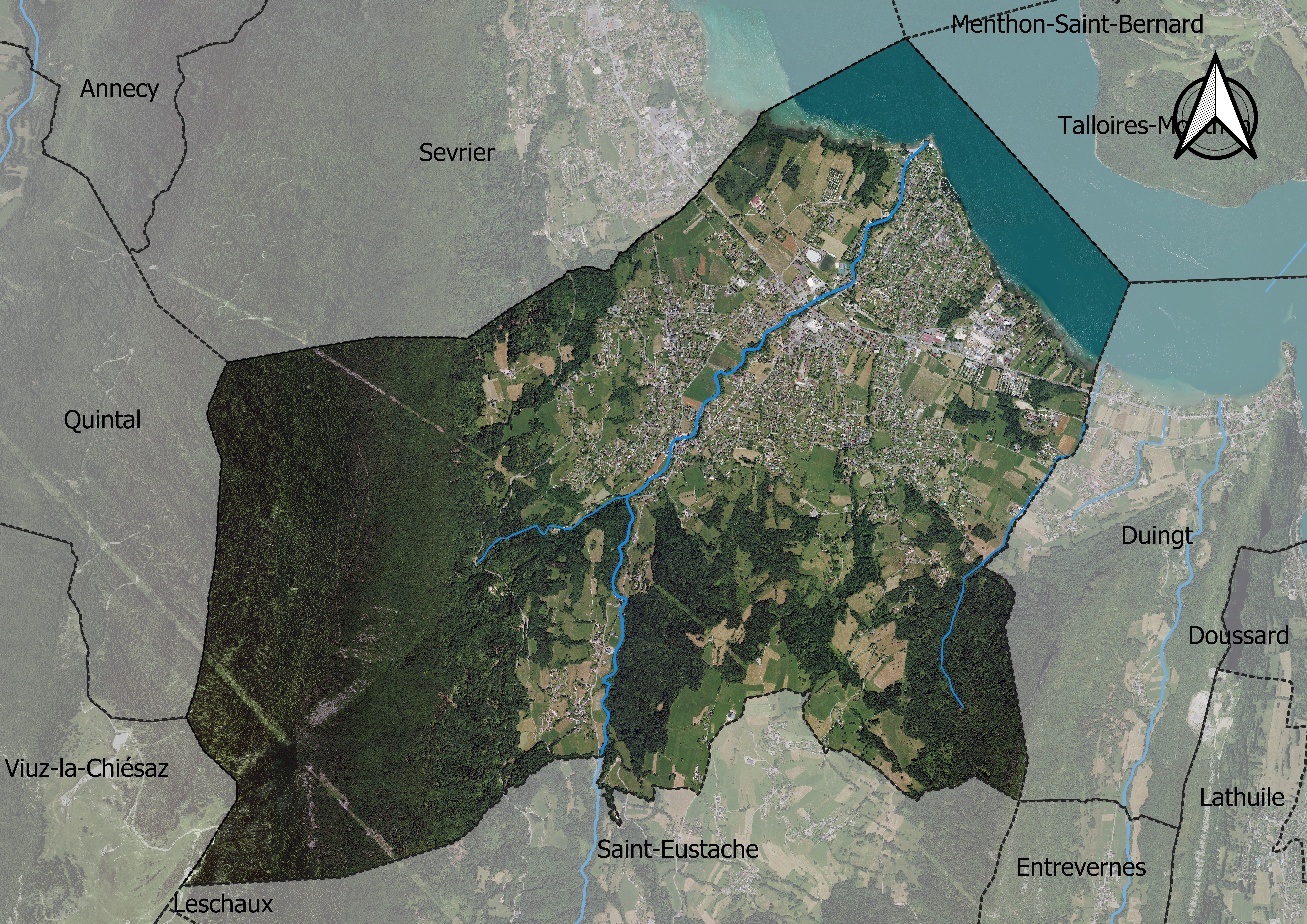
Carte orthophotogrammétrique de la commune.

#### Morphologie urbaine
La commune de Saint-Jorioz est composée d'un bourg principal et de plusieurs hameaux que sont :
- la Vieille Église ;
- le Villard ;
- Berlet ;
- Machevaz ;
- Entredozon ;
- Filly ;
- Sales ;
- Epagny ;
- Bordon ;
- Lornard
- Chez Cublier ;
- les Moulins ;
- Monnetier ;

#### Logement
En 2007, la commune de Saint-Jorioz détenait, d'après l'INSEE, 2 921 logements, dont plus de 80 % de résidences principales, 15 % de résidences secondaires et 5 % de logements vacants. Sur ces 2 366 résidences principales, 59 % d'entre elles étaient alors des maisons, contre 62,2 % en 1999, dénotant une augmentation plus importante de la construction d'appartements sur cette période.
De plus, la très grande majorité de ces résidences principales (1 096 soit 46,3 %) possèdent en 2007 5 pièces ou plus, pour un nombre moyen de pièces de 5.4 pour les maisons et de 3 pour les appartements. Le nombre moyen d'occupants par résidence principale s'élève quant à lui pour l'année à 2,4, contre plus de 3 au début des années 1970.
Enfin, et toujours pour les 2 366 résidences principales, près de 70 % de leurs occupants en sont propriétaires et la grande majorité d'entre eux (1 057, soit 44,7 %) y vivent depuis 10 ans ou plus.

#### Aménagements
En 2016, l'îlot des écoles est réaménagé, avec la restructuration des écoles et de la crèche, la création d'une bibliothèque, la création de 3 commerces (boucherie, fromagerie, brasserie), la livraison de 40 logements et de 135 places de parking.
En mars 2020, ouverture de la "Maisonnée du Lac", un établissement de santé qui accueillera à terme une cinquantaine de malades souffrant de la sclérose en plaques.

## Toponymie
Vers l'an mille, le village est mentionné sous la graphie Macellum, voire in Macello (sous la forme ecclesia beati Jorii Gebennensis in Macello, 1032-1044). Le nom dérive du latin macellum signifiant littéralement une « boucherie », dans un premier sens,, puis par ampliation « marché, débit, comptoir », voire un « endroit humide et marécageux », comme pour le site originel du village. Durant le Moyen Âge, le nom du village dérive en Mezel ou encore Mayestz,. On retrouve en 1297 la forme Maysetz. L'église — ecclesia beati Jorii Gebennensis in Macello, ecclesia Sancti jorii Dugnensis, So Georgio de Dueno, Sanctii Jorii in Mayetz (1032-1044, 1107, 1250,1297) —, puis le prieuré — Prior Sancti Jorii (v. 1344) — sont placés sous le patronage de saint Georges. Il semble que jusqu'au XVIe siècle la forme Macelum de Saint-Jeore soit utilisée. En 1591, le village est désormais mentionné sous les formes Saint-Joyre, Saint-Jores, Saint-Joroz.
Le toponyme Saint-Jorioz est une variante du nom de saint Georges, Bienheureux Jore, qui s'impose à partir du XVIe siècle. Cependant, il est considéré que le patron de la commune soit un saint différent, saint Jorius, originaire du Luxembourg. Aujourd'hui le patron de la paroisse est saint Nicolas.
En francoprovençal, le nom de la commune s'écrit San-Zhouryo, selon la graphie de Conflans.

## Histoire

### Période antique
La rive droite du lac voit se développer un axe de communication secondaire pour les Romains, situé entre Genava (Genève) et Darantasia (Moûtiers), en passant par Boutae (Annecy) et Casuaria (Faverges), permettant de rejoindre la péninsule italienne par le col du Petit-Saint-Bernard.
Le vicus de Macellum (aujourd'hui Saint-Jorioz) se trouve un gué, qui devait se situer à proximité de l'actuelle passerelle des Écoliers, permettant de passer le torrent du Laudon. Macellum signifie « marché » en latin. Le vicus devait posséder une petite activité artisanale et commerciale. Des vestiges des anciens bâtis ont été trouvés aux abords de l'ancienne voie romaine.

### Période médiévale
Vers le IXe siècle, un certain Jorius, originaire du Luxembourg, fonde sur la rive du lac, un prieuré. « La première mention de ce prieuré se rencontre dans un acte de donation faite en 1040 à l'abbaye de Savigny, près de Lyon ». D'autres sources mentionnent une donation familiale à un frère, Leuto, moine de Savigny, en 1040, en même temps que celui de Lovagny,. Le Saint-Jorioz médiéval, qui se développe autour du prieuré et son église, se situerait au niveau du lieu-dit Vieille Église, à proximité du lac, tandis que l'abbé Lavanchy, auteur d'une monographie sur la commune, la localiserait au lieu-dit Tavan.
Saint-Jorioz s'est développé le long de cette voie de communication, mais aussi en contrôlant la route des Bauges, par le col de Leschaux. Deux châteaux se sont ainsi développés le château de Villard-Chabod, appartenant à une branche de la famille de Savoie, sur la route du Villaret qui permet de rejoindre le col par Saint-Eustache et La Chapelle-Saint-Maurice, et le château du Noiret, situé au hameau de Lornard, sur la rive gauche du Laudon.

### Période contemporaine
Chronologie
- 1800 : Obligation de déclarer à la mairie les naissances et les décès
- 1820 : première école de filles
- 1838 : nomination d'un second maître d'école
- 1909 : installation du téléphone
- 1930 : mise en place de la cantine scolaire
- 1962 : première classe de 6e.

La répartition de la population de la commune se fait sur une vingtaine de villages ou hameaux, soit une extrême dispersion relevée par Yvette Juge et Hortense Massein. Ces deux auteurs relèvent par ailleurs que le nombre d'habitants des hameau d'Entredozon ou du Villard comptaient le double de feux que le chef-lieu.
En 1860, le duché de Savoie est annexé à la France du Second Empire, à la suite du Traité de Turin et d'un plébiscite organisé les 22 et 23 avril 1860. Saint-Jorioz est la seule commune avec Épagny, qui n'a pas fait parvenir ses résultats pour le plébiscite.
Il faut attendre la fin du XIXe siècle-début du XXe siècle pour que le chef-lieu actuel de Saint-Jorioz se développe avec l'installation de la mairie, de l'école, de la poste (1888) et la construction de la nouvelle église (1885),. Vers 1856, une compagnie de sapeurs pompiers est créée.
Le tourisme se développe dans les années 1920, avec l'aménagement de la plage, inaugurée en 1929,. Elle est équipée de « dix cabines de bains, une buvette et tout ce qui est nécessaire pour attirer les touristes ». Le village se trouve d'ailleurs sur la ligne d'Annecy à Albertville dont le projet lancé en 1856, sous le gouvernement sarde, et l'inauguration n'aura lieu que le 3 juin 1901.

## Politique et administration

### Situation administrative
Saint-Jorioz est une commune du département de la Haute-Savoie, située dans le canton de Seynod, dans l'arrondissement d'Annecy. Elle était membre avec l'ensemble des communes de la partie ouest du « grand lac », aussi dénommée dans le passé « rive gauche » et actuellement « rive ouest », de la communauté de communes de la rive gauche du lac d'Annecy, remplacée par le Grand Annecy le 1er janvier 2017. Les communes la composant étaient La Chapelle-Saint-Maurice, Duingt, Entrevernes, Leschaux, Saint-Eustache et Sevrier.
La commune appartient à la deuxième circonscription de la Haute-Savoie.

### Liste des maires
| Période                                  | Période   | Identité                          | Étiquette | Qualité                                                        |
| ---------------------------------------- | --------- | --------------------------------- | --------- | -------------------------------------------------------------- |
| 1860                                     | 1865      | François de Marcley de Saint Réal | ...       | ...                                                            |
| 1865                                     | 1868      | Félix Anthonioz                   | ...       | ...                                                            |
| 1868                                     | 1870      | Nicolas Masset                    | ...       | ...                                                            |
| 1870                                     | 1897      | François Simeon                   | ...       | ...                                                            |
| 1897                                     | 1905      | François Littoz                   | ...       | ...                                                            |
| 1905                                     | 1943      | Auguste Simeon                    | Radical   | Conseiller d'arrondissement du canton d'Annecy-Sud (1934-1940) |
| 1943                                     | 1945      | André Desmaison                   | ...       | ...                                                            |
| 1945                                     | 1956      | Auguste Montmasson                | ...       | ...                                                            |
| 1956                                     | 1957      | François Domps                    | ...       | ...                                                            |
| 1957                                     | 1959      | Eugène Rietsch                    | ...       | ...                                                            |
| 1959                                     | 1966      | Jacques Berthier                  | ...       | ...                                                            |
| 1966                                     | mars 1977 | Jean-Jacques Bardou               | ...       | ...                                                            |
| mars 1977                                | 1991      | Georges Pacquetet                 | DVD       |                                                                |
| 1991                                     | juin 1995 | Josiane Guinot                    | ...       | ...                                                            |
| juin 1995                                | mars 2001 | Maurice Druge                     |           | Proviseur de lycée                                             |
| mars 2001                                | mars 2008 | Georges Pacquetet                 | DVD       |                                                                |
| mars 2008                                | En cours  | Michel Beal                       | DVD       | Expert-comptable Vice-président de Grand Annecy (2017 → )      |
| Les données manquantes sont à compléter. |           |                                   |           |                                                                |

### Jumelages
La commune de Saint-Jorioz est jumelée depuis le 23 août 2005 à la Compagnie de Commandement et de Logistique du 27e Bataillon de Chasseurs Alpins, unité d'infanterie de montagne de l'armée de terre française.

## Population et société

### Démographie
Ses habitants sont les Saint-Joriennes et les Saint-Joriens.
L'évolution du nombre d'habitants est connue à travers les recensements de la population effectués dans la commune depuis 1793. Pour les communes de moins de 10 000 habitants, une enquête de recensement portant sur toute la population est réalisée tous les cinq ans, les populations de référence des années intermédiaires étant quant à elles estimées par interpolation ou extrapolation. Pour la commune, le premier recensement exhaustif entrant dans le cadre du nouveau dispositif a été réalisé en 2005.

En 2022, la commune comptait 6 344 habitants, en évolution de +10,79 % par rapport à 2016 (Haute-Savoie : +6,01 %, France hors Mayotte : +2,11 %).
| 1793  | 1800  | 1806  | 1822  | 1838  | 1848  | 1858  | 1861  | 1866  |
| ----- | ----- | ----- | ----- | ----- | ----- | ----- | ----- | ----- |
| 1 025 | 1 105 | 1 190 | 1 222 | 1 432 | 1 574 | 1 603 | 1 585 | 1 365 |

| 1872  | 1876  | 1881  | 1886  | 1891  | 1896  | 1901  | 1906  | 1911  |
| ----- | ----- | ----- | ----- | ----- | ----- | ----- | ----- | ----- |
| 1 266 | 1 254 | 1 100 | 1 143 | 1 077 | 1 051 | 1 014 | 1 046 | 1 051 |

| 1921 | 1926  | 1931  | 1936  | 1946  | 1954  | 1962  | 1968  | 1975  |
| ---- | ----- | ----- | ----- | ----- | ----- | ----- | ----- | ----- |
| 975  | 1 002 | 1 099 | 1 059 | 1 064 | 1 181 | 1 360 | 1 831 | 2 446 |

| 1982  | 1990  | 1999  | 2005  | 2006  | 2010  | 2015  | 2020  | 2022  |
| ----- | ----- | ----- | ----- | ----- | ----- | ----- | ----- | ----- |
| 3 344 | 4 178 | 5 002 | 5 638 | 5 644 | 5 717 | 5 747 | 6 151 | 6 344 |

La population de Saint-Jorioz est restée stable jusque dans les années 1970. S'établissant approximativement entre 1 000 et 2 000 habitants depuis le XVIIIe siècle, la barre des 2 000 est dépassée en 1975 avec 2 446 habitants. Moins de 10 ans plus tard, en 1982, son nombre est porté à plus de 3 000, puis à plus de 4 000 au début des années 1990 et enfin à plus de 5 000 depuis le début des années 2000. En 2007, l'INSEE compte exactement 5 694 Saint-Joriens et Saint-Joriennes. Le taux de natalité pour la commune s'est élevé entre 1999 et 2007 à 10,6 ‰, et le taux de mortalité pour cette même période à 8,4 ‰.
Enfin, et toujours en 2007, les enfants et les jeunes de 0 à 19 ans représentaient 26 % de la population communale, les adultes de 20 à 64 ans 58,3 % et les plus de 65 ans 15,6 %, même si pour cette même année, la part des retraités était la plus importante de la tranche des 15 ans et plus avec 28 % (1 617 retraités pour un ensemble de 4 673).
Toujours selon l'Insee pour l'année 2007, la grande majorité des ménages résident à Saint-Jorioz en famille (71,1 %). Pourtant, parmi eux, le nombre de couples sans enfants est légèrement supérieur (33,5 %) à celui de couples avec enfants (31,4 %), dont 20,7 % d'entre eux ont deux enfants, et 20,2 % un seul. Enfin 6,2 % d'entre elles constituent des familles monoparentales.
Également les ménages d'une personne correspondent à 26,3 % du total, dont une majorité de femmes seules (16,1 % contre 10,2 % pour les hommes).

### Enseignement
La commune de Saint-Jorioz est située dans l'académie de Grenoble. En 2015, elle administre une école maternelle accueillant 163 enfants et une école élémentaire du Village scolarisant 324 élèves. 1/10e de la population représente des enfants scolarisés dans les écoles primaires et maternelles de la commune.
L'ensemble des établissements et des communes environnantes est rattaché au collège public du canton, le collège Jean-Monet. Les futurs lycéens poursuivent leurs études selon leurs options, dans l'un des lycées d'Annecy (lycée Gabriel-Fauré ou lycée professionnel Germain-Sommeiller, parfois le lycée Berthollet ou le lycée privé Saint-Michel).
En 2007, 20 % de la population non-scolarisée de 15 ans et plus possède le diplôme du baccalauréat ou un brevet professionnel, et 18,3 % de cette même population possède un diplôme supérieur au niveau Bac+2. À noter en outre que pour cette année, la part de la population âgée de 18 à 24 ans encore scolarisée s'élève à près de 50 %.

### Manifestations culturelles et festivités
- Grimpée du Laudon : course à pied de 13,3 km ; événement annuel 1er mai ; départ à Saint-Jorioz, arrivée à La Chapelle-Saint-Maurice ;
- Fête du pays du Laudon : fête annuelle, début septembre : forum des associations, comice agricole, expositions d'artisans.

### Santé
La commune est rattachée au service d'urgences du centre hospitalier Annecy Genevois. Anciennement idéalement placé du côté des Marquisats à Annecy, sur la RD 1508, ce dernier a dès lors déménagé en 2008 du côté de Metz-Tessy, obligeant la traversée de l'agglomération. Du côté d'Albertville, dans le département voisin, on peut également avoir accès au service du centre hospitalier intercommunal Albertville-Moûtiers.

### Sports
Les sports et activités professionnelles « sportives » les plus représentés, sont : l'agriculture, la construction, la chasse, la pêche, l'aviron, la voile, le ski nautique, le tennis, la natation, le plongeon, la randonnée, le ski, la luge, l'équitation pour les principales.
Dès le début des années 1920, Saint-Jorioz a vu se développer des pratiques sportives dites modernes, au château du Villard par exemple, le tennis avec ses cours en terre battue, ce sport compte aujourd'hui des centaines de pratiquants[réf. nécessaire]. Après 1945, le football s'est popularisé, avec des tentatives de développement du rugby et du judo. La natation et le plongeon se sont développés avec la création officielle de la plage en 1923[réf. nécessaire].
Au début des années 1960, un ski-club est créé.
Le développement de l'Internautique dans les années 1970 a permis de former de nombreux adhérents et de participer à des régates régionales et nationales.
L'Union Club Basket, créé en 1986, regroupe les sept communes du Pays du Laudon : Duingt, Entrevernes, La Chapelle, Leschaux, Saint-Eustache, Sevrier, Saint-Jorioz. L'UCB est composé de 163 adhérents. Sur 11 catégories, 10 équipes sont engagées en championnat départemental de Haute Savoie.
Depuis 2016, a lieu l'AlpsMan, triathlon extrême pour « hommes (ou dames) de fer », dans la commune et les environs. L'épreuve débute de nuit, pour 3.8 km de natation, suivi de 183 km de vélo (4300 de D+) et de 42.195 km (un Marathon) en course à pied.

### Médias

#### Radios et télévisions
La commune est couverte par des antennes locales de radios dont France Bleu Pays de Savoie, ODS Radio… Enfin, la chaîne de télévision locale 8 Mont-Blanc diffuse des émissions sur les pays de Savoie. Régulièrement, l'émission La Place du village expose la vie locale du bassin annécien. France 3 et sa station régionale France 3 Alpes peuvent parfois relater les faits de vie de la commune.

#### Presse et magazines
La presse écrite locale est représentée par des titres comme Le Dauphiné libéré, L'Essor savoyard, Le Messager - édition Genevois, le Courrier savoyard.

#### Internet
Saint-Jorioz a été récompensée pour sa politique Internet par le label « Ville Internet » par @@ en 2005 et 2006.

## Économie

### Emploi
En 2007, 83,2 % des personnes occupant un emploi sont salariées et 16,8 % non-salariées. De la même manière, 20,6 % des emplois occupés sont à temps partiel, et 47,6 % occupés par des femmes. Fin 2011, parmi les salariés, 800 travaillent dans la commune, 60 sont des frontaliers travaillant en Suisse, beaucoup d'autres travaillent sur l'agglomération d'Annecy.
Du côté salarié, les emplois à durée indéterminée (incluant la fonction publique) représentent 68 % du total et les emplois à durée déterminée 6,4 %. Pour les non-salariés, 8,6 % d'entre eux sont indépendants, moins nombreux que les 13,2 % d'employeurs. En outre, les femmes sont plus nombreuses à temps partiel (38 % des 15 ans et plus occupés) que les hommes (7 %).
L'on constate également que 76 %, soit plus des trois quarts des actifs de Saint-Jorioz occupent leur emploi ailleurs que dans leur commune de résidence. 67,1 % d'entre eux l'occupent par ailleurs dans une commune située dans le même département, laquelle étant vraisemblablement la ville d'Annecy ou une autre commune de son agglomération telles Seynod ou Annecy-le-Vieux.
Enfin le pourcentage d'actifs s'élevait en 2007 à 72,5 %, dont 5,8 % au chômage. Les inactifs autres que les étudiants et les retraités représentent quant à eux 9,6 % des 15 - 64 ans.

### Entreprises de l'agglomération
Au fin 2008, on recensait à Saint-Jorioz 475 établissements actifs, dont 314 (66,1 %) dans le secteur des transports, du commerce et des services divers. Pour l'année 2009 ont en outre été enregistrées 70 créations d'établissements, dont la majorité (54, soit 77,1 %) dans ce même secteur du commerce, des transports et des services.
La très grande majorité de ces établissements n'emploie aucun salarié (330, soit près de 70 %). Pour le reste, l'on compte :
- de 1 à 9 salariés : 117 établissements
- de 10 à 19 salariés : 14
- de 20 à 49 salariés : 9
- 50 salariés ou plus : 5

Au total, cela représente 1 152 postes salariés à la fin de l'année 2008, dont 38,6 % dans le secteur commerce, transports et services. Ces postes sont les plus nombreux dans les entreprises de 1 à 9 salariés (315) et de 20 à 49 salariés (311). Toutefois bien que peu nombreuses, les entreprises de plus de 50 salariés offrent au total 201 postes dans la commune de Saint-Jorioz à cette période (hors administration publique).
Parmi les entreprises : Savoie Marine (nautisme), Beauquis (barques)...

### Agriculture
Quatre exploitations agricoles sont encore en fonctionnement, elles produisent en particulier plus d'un million de litres de lait par an.

### Tourisme

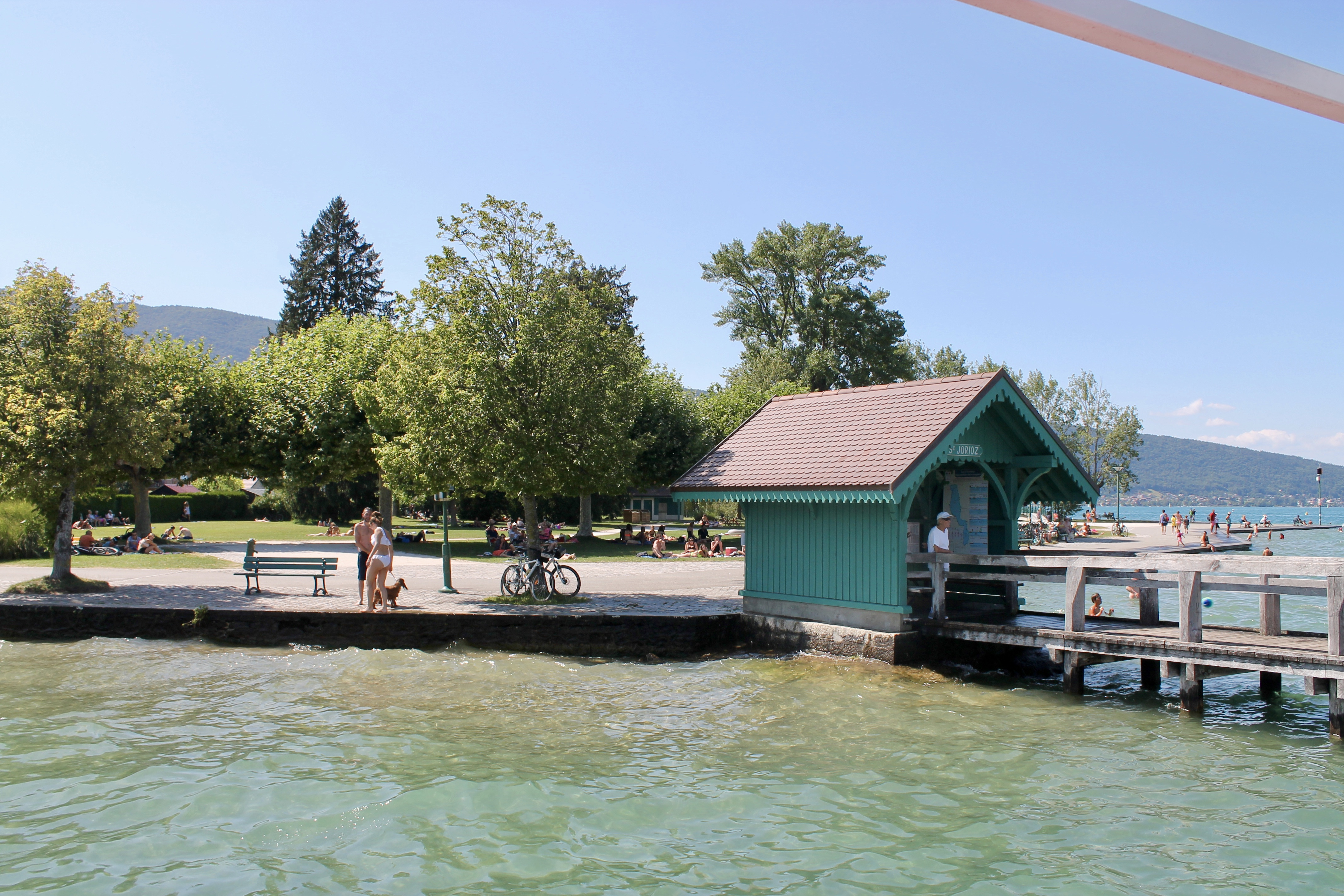
Débarcadère du port de Saint-Jorioz.

En 2014, la capacité d'accueil de la commune, estimée par l'organisme Savoie Mont Blanc, est de 5 209 lits touristiques répartis dans 495 structures. Les hébergements se répartissent comme suit : 178 meublés ; une résidence de tourisme ; 4 hôtels ; 6 structures d'hôtellerie de plein air ; un centre ou village de vacances et une chambre d'hôtes.
Le port en demi-lune est le plus grand du lac d'Annecy et dispose de 368 anneaux d'amarrage.
La plage est longue de 200 m sur une profondeur de 100 m en sable jaune rapporté, elle est complétée par une très belle pelouse, et un beau bosquet central.
La commune est membre du parc naturel régional du massif des Bauges. Le massif du Semnoz, auquel appartient la commune, offre de superbes randonnées.
À l'entrée de Sevrier, on trouve le musée de la Fonderie Paccard.

### Commerce et artisanat
Une cinquantaine de commerces et d'artisans.

### Revenus de la population et fiscalité
En 2007, le salaire net moyen d'un habitant de Saint-Jorioz est de 14,3 €, toutes professions et catégories socio-professionnelles confondues.
Également, le revenu net imposable moyen de l'ensemble des foyers fiscaux (pas seulement les ménages) s'élève à 35 083 € et l'impôt moyen à 3 047 €. Toujours en 2007, Saint-Jorioz compte 3 139 foyers fiscaux dont 2 201 imposés, soit 70,1 % du total. Le revenu net moyen de l'ensemble des foyers fiscaux imposés s'élève pour sa part à 45 047 € et l'impôt moyen à 4 346 €.
En ce qui concerne plus spécifiquement les ménages, en 2008 sont concernés 2 385 ménages fiscaux, représentant 5 842 personnes. La part de ces ménages imposés est de 70,5 % pour cette même année. Parmi les types de revenus, les revenus salariaux représentent en 2008 56,9 % du total déclaré, suivis par les pensions, retraites et rentes à 24,8 % et les revenus des professions indépendantes à 6,7 %. Les autres types de revenus représentent quant à eux 11 % du total de ces revenus déclarés.

## Culture et patrimoine

### Lieux et monuments

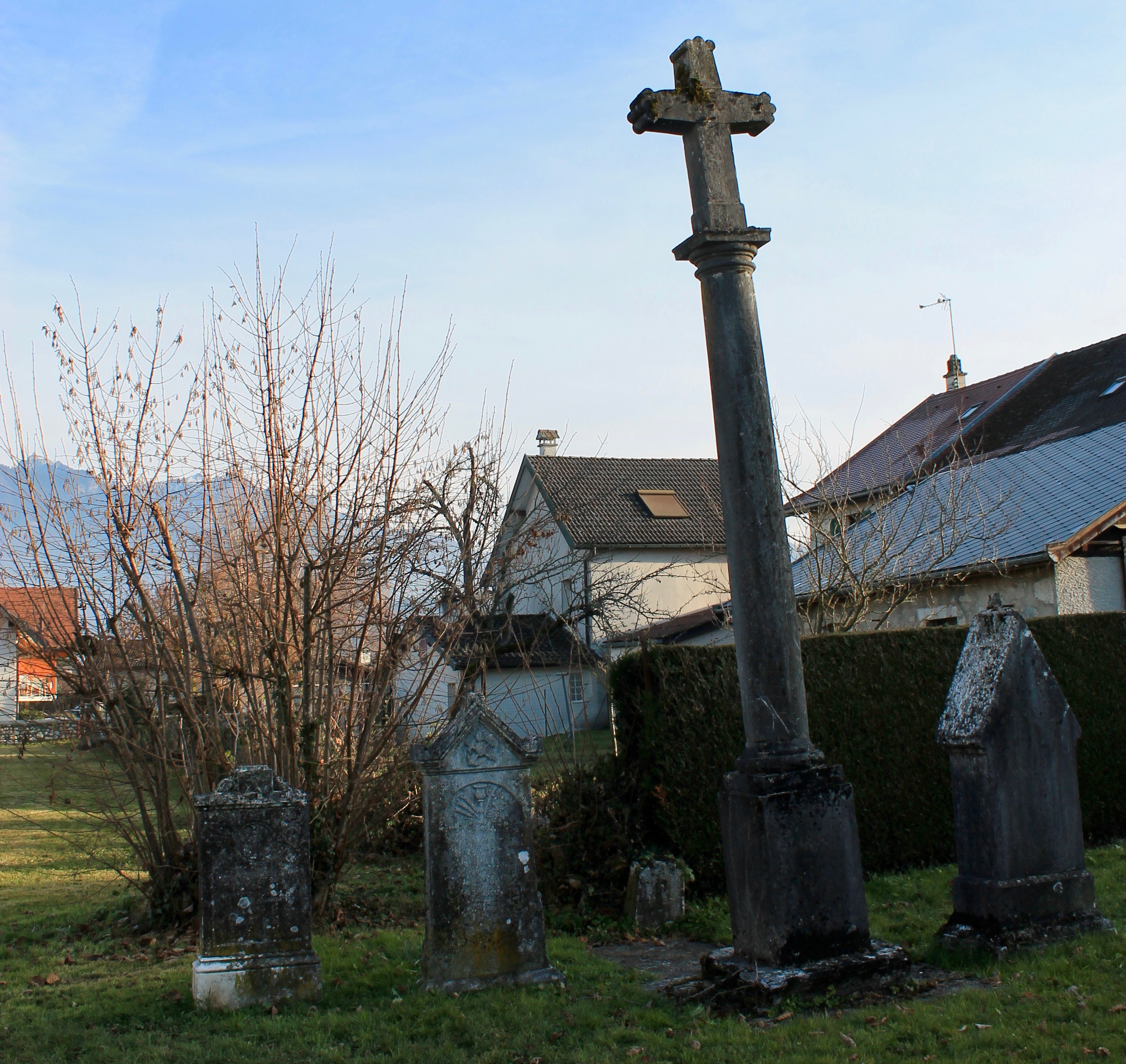
Croix de l'ancien cimetière, situé au hameau de Vieille Église, reste de l'ancienne chapelle Notre-Dame-la-Vieille.

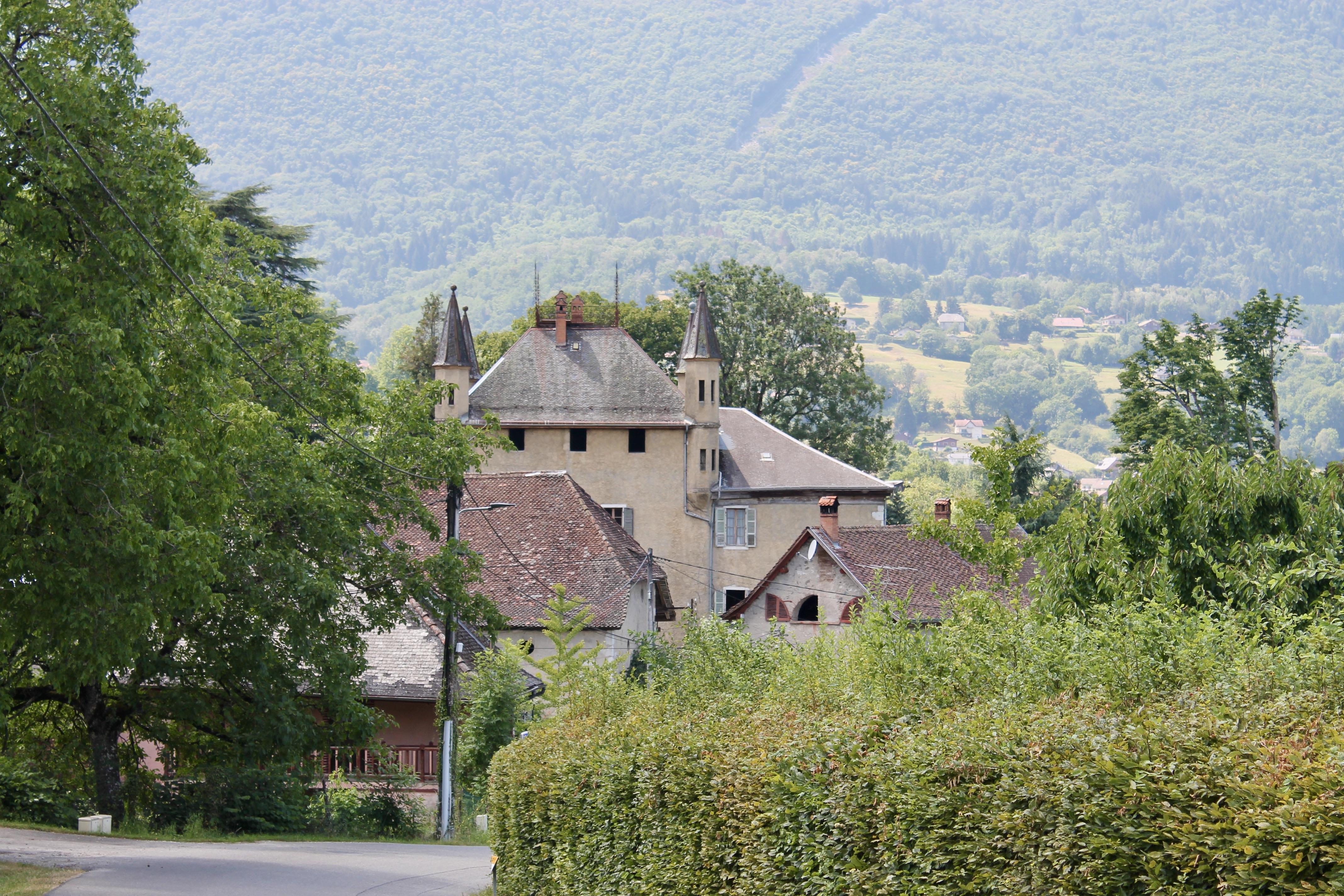
Vue du château de Villard-Chabod, route du Villaret.

#### Les châteaux
Le château de Villard-Chabod
L'édifice permettait de contrôler la route du Villaret, qui permettait l'accès de la route des Bauges, par le col de Leschaux. Il appartient successivement aux familles du Cengle (du XIIe siècle-XIIIe siècles),.
Il est le siège d'une petite seigneurie. Le château s'organise autour d'un corps de logis flanqué de deux tours carrées.
Le château et la seigneurie passent, en 1339, à une famille de banquiers, originaire d'Italie, les Asinari, avant d'être acquis par une branche de la famille de Beaufort (1454-1626). En raison de difficultés financières, la seigneurie est vendue à la famille de Gruet ou Gruel, originaire d'Annecy,,. Ils prennent le nom de Gruel de Villard-Chabod. François de Vichard de Saint-Réal, un proche cousin, hérite en 1748, du château,. Il s'y installe et entreprend des aménagements qui menace de tomber en ruines,. Il fait notamment « démolir le donjon du midi et le corps des bâtiments latéraux ».
Le château du Noiret
Installé au hameau de Lornard, il contrôle le chemin menant au col de Leschaux par la rive gauche du Laudon. Possession de la famille de Dérée, originaire du village voisin de Duingt, il est au Moyen Âge « une maison-forte en la paroisse de Saint-Jorioz, au lieu-dit le Noiret avec créneaux, fenêtres, tours ».
Le château et la seigneurie appartiennent à François-Nicolas de Montpiton, à la suite de son mariage avec la dernière héritière de Noiret. Ce dernier acquiert un certain nombre de terres et de biens dans la vallée du Laudon, notamment le château de Châteauvieux, à Duingt. Il est devenu au XXe siècle une résidence rurale.

#### Patrimoine religieux
L' ancien prieuré (début du XIe siècle), sur le lieu-dit Macellum ou Maysetz, fondé par le moine bénédictin Jorioz. Actuellement, le lieu perdure seulement dans le toponyme « Route de la Vieille Église ».

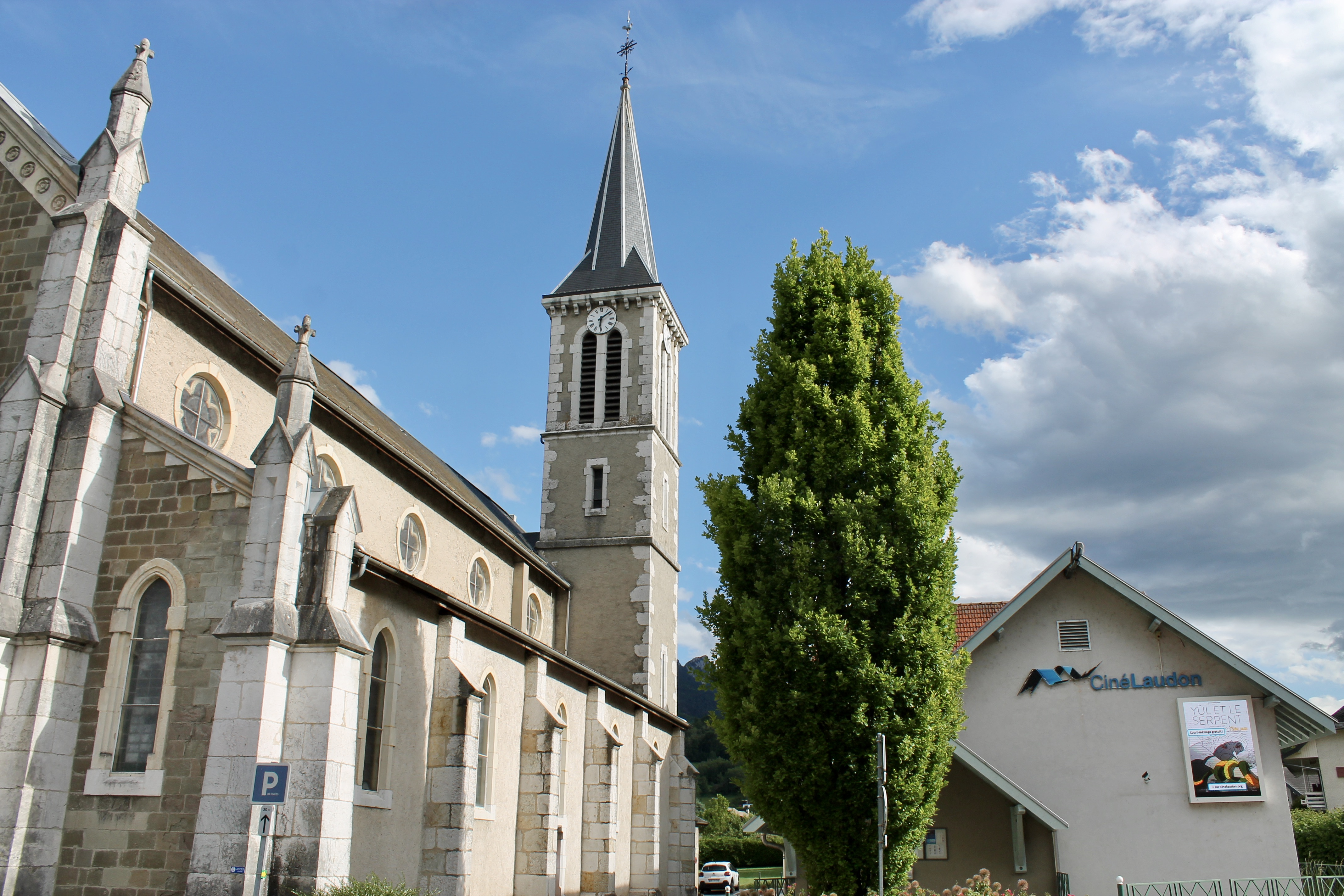
Église Saint-Nicolas et le cinéma Ciné Laudon.

L'église placée sous le patronage de saint Nicolas. Le nouvel édifice, de style néo-gothique, est construit selon les plans de l'architecte Dénarié, en 1885. Elle est consacrée en 1897. Les cloches installées dans le clocher actuel ont eu comme marraine et parrain, la comtesse de Chergé (château du Villard) et Claude Pierregrosse (chef de gare de Saint-Jorioz). L'harmonium créé en 1930 par Dumont & Fils a été restauré en 2011 et 2012. Il n'existe plus que cinq harmoniums de ce type en France.

#### Petit patrimoine
Un petit patrimoine disséminé sur le territoire de la commune (chapelles, oratoires), notamment le bassin et le four à pain du hameau d'Épagny (1858).
Le moulin du Noiret, XVIIe siècle : Moulin du Noiret. Moulin datant d'au moins 1644 sur le torrent le Laudon qui se jette dans le lac d'Annecy. Un projet de restauration et d'ouverture au public, plus aménagement d'une promenade le long du Laudon, est initié depuis 2005.

#### Patrimoine environnemental
Les marais de l'Enfer et roselières de Saint-Jorioz, site d'intérêt communautaire, classé au titre de Natura 2000. On y trouve laîches, choin, joncs, moline. Les roselières occupe la bordure avec lac. En ce qui concerne la faune, on trouve fauvettes aquatiques et castors. Il abrite par ailleurs un des sites palafittiques préhistoriques autour des Alpes, ceux-ci, soit un ensemble de 110 sites lacustres du Néolithique dans les Alpes ont été classés au patrimoine mondial de l'UNESCO le 27 juin 2011.

### Patrimoine culturel
- Musée de Pays, dans l'ancienne ferme Terrier.
- L'atelier d'André Poirson, route des Moulins. Atelier d'art contemporain Pierre Montillo route de la Magne.

### Personnalités liées à la commune
- Rosalia Montmasson (1825-1904), native, femme de Francesco Crispi, unique femme à faire partie de l'expédition des Mille.
- Joseph Blanc (1863-1941), natif, homme politique, sénateur, maire d'Annecy de 1909 à 1940.
- André Poirson (1920-2004), peintre et sculpteur.
- Lucien Lupi (1926-2005), chanteur, a résidé dans la commune plusieurs années.
- François Heaulmé (1927-2005), peintre expressionniste de l'École de Paris, né à Saint-Jorioz.
- Mathé Altéry (1927), cantatrice, a résidé dans la commune plusieurs années.
- Joseph Duval (1928-2009) archevêque, qui fut le curé de la paroisse dans les années 1970, y est mort le 23 mai 2009 après avoir été de 1990 à 1996 président de la Conférence des évêques de France[61].
- André Dussollier (1928), haut fonctionnaire du Ministère de l'agriculture, et oncle de son homonyme (1948), comédien.
- André Broissant (1929-1991), sculpteur d'oiseaux sur métal, à longtemps séjourné au Villaret, près de sa muse.
- François-René Duchâble (1952), pianiste, réside dans une maison construite par son grand-père[62].
- Karine Lyachenko (1968), comédienne, a passé son enfance dans la commune.
- Aline Camboulives (1973), marathonienne triple championne de France et athlète de course à pied spécialisée en course de montagne. Résidente.
- Alexis Pinturault (1991), champion de ski. Il est le skieur français comptant le plus grand nombre de victoires en Coupe du monde (33) et le quatrième skieur alpin de son pays à totaliser trois médailles olympiques après Henri Oreiller, Jean-Claude Killy et Franck Piccard. Résident.
- Titouan Sajous-Charvin (1997), champion d'athlétisme, médaillé olympique cadet au Festival olympique de la jeunesse européenne 2013, à Utrecht[63], record cadet juin 2014 : 2,08 m[64]. Record 2015, vice-champion de France Junior : 2,12 m[65]. Champion de France Junior de saut en hauteur 2016[66]. Vingt-cinq victoires en compétitions (saut en hauteur, 200 m, javelot, relais). Champion de France Universités et Grandes écoles 2017[67].

### Héraldique
| Armes de Saint-Jorioz | Les armes de Saint-Jorioz se blasonnent ainsi : D'or à trois chabots d'azur au chef de gueules papelonné d'or. Trois éléments composent ce blason sont : - les tuiles de la partie supérieure illustrent les tuileries qui fonctionnent jusqu'en 1953 et dont la spécialité était la fabrication des tuiles « écailles ». - l'or et l'azur présent sont les couleurs des armoiries de la famille de Gruel, présente à partir de 1625 au château de Villard-Chabot. - Les chabots, poissons d'eau douce à tête plate servent « d'armes parlantes ». |

## Voir aussi

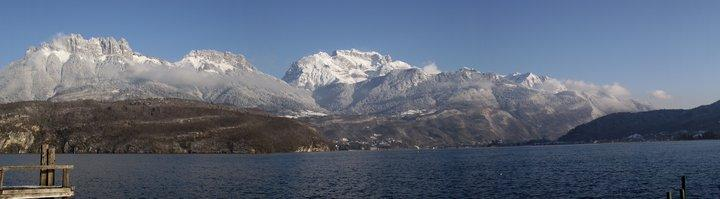
Photographie du lac d'Annecy réalisée depuis le débarcadère de la commune. En arrière-plan : les Dents de Lanfon, La Tournette. Au second plan : le Roc de Chère et le Taillefer.